# Fédération mondiale des anciens combattants
La Fédération mondiale des anciens combattants (FMAC) est une organisation internationale non gouvernementale, dont le siège est à Paris. Fondée en 1950 à Paris (France) par des membres fondateurs de 8 pays, à savoir : la Belgique, la France, l’Italie, le Luxembourg, les Pays-Bas, la Turquie, les Etats-Unis et la Yougoslavie, la FMAC est aujourd’hui une Fédération de 172 organisations d’anciens combattants de 121 pays qui représentent environ 45 millions d’anciens combattants à travers le monde.
La FMAC bénéficie du statut consultatif depuis 1951 avec les Nations unies et a reçu le titre de « Messager de la paix » en 1987.

## Objectifs
La FMAC a pour principaux objectifs de défendre les intérêts spirituels et matériels des anciens combattants et victimes de guerre et de leurs familles par tous les moyens légaux disponibles et de maintenir la paix et la sécurité internationales par l'application à la lettre et dans l'esprit de la Charte des Nations unies et en respectant les droits de l'homme et les libertés fondamentales énoncés dans la Charte internationale des droits de l'homme.
- Etre à l'avant-garde de la promotion et la défense de la paix et la sécurité internationales et être proactif pour assurer la santé et le bien-être de tous les anciens combattants et victimes de la guerre dans le monde entier.
- Guider et conseiller les associations membres afin qu'elles puissent prendre les devants en soutenant les initiatives qui favorisent la paix et la sécurité et faire campagne pour les initiatives de santé et de protection sociale qui permettront d'améliorer le bien-être et l'indépendance de leurs membres.
- Encourager les associations membres à œuvrer avec force pour la paix et la sécurité internationales et influencer et promouvoir une culture de santé et bien-être des anciens combattants dans leurs communautés.
- Guider et inspirer les membres à être impartiaux, sensibles, engagés, responsables, collaboratifs, ingénieux et à agir avec respect, dignité, compassion et intégrité.

## Organisation
La FMAC se compose des éléments permanents suivants : une assemblée générale, un conseil exécutif, des comités permanents régionaux, un comité permanent des femmes et un comité financier. Il est géré par son directoire composé du président, du vice-président, de 4 vice-présidents, du secrétaire général et du trésorier général. Le siège de la FMAC est à Paris.
La FMAC a trois commissions permanentes régionales :
- Commission Permanente des Affaires Africaines (CPAA)
- Commission Permanente de l'Asie et du Pacifique (CPAP)
- Commission Permanente des Affaires Européennes (CPAE)

## Membres

### Afrique
- Algerian National Organisation of Moujahidines
- War Veterans Association of the People's Republic of Angola
- Association of War Disabled Ex-Servicemen of Angola
- National Union of War Veterans, Holders of the War Veterans' Certificate and Victims of War of Benin
- War Veterans, Ex-Servicemen, Widows and Orphans Association (Burkina Faso)
- Fraternal Association of Solidarity and Economic Mutual Aid of Veterans and War Victims in Cameroon
- National Office for War Veterans, Ex-Servicemen and Victims of War of Cameroon
- Fraternal Union of War Veterans of the French Armies of Chad
- National Veterans Union (Republic of the Congo)
- National Federation of Associations of Overseas Veterans and Servicemen (Republic of the Congo)
- National Office of War Veterans and War Victims of the Republic of Congo
- National Union of Congolese War Veterans (Democratic Republic of the Congo)
- Association of War Veterans of Cote d'Ivoire
- Egyptian Veterans and War Victims Association
- Ancient Ethiopian Patriots Association
- Veterans Administration, Ghana
- Association of Fighters for the Freedom of the Homeland (Guinea-Bissau)
- National Union of War Veterans and War Victims of the Republic of Guinea
- Lesotho Retired Military Officers Club
- Libyan League for Families of Martyrs, Prisoners of War and War Wounded
- Association of War Veterans and War Victims of Madagascar
- National Association of War Veterans and War Victims of the Republic of Mali
- National Association of War Veterans (Morocco)
- National Council for Former Resistants and Former Members of the Liberation Army (Morocco)
- Office of the High Commissioner for Former Resistants and Members of the Liberation Army (Morocco)
- Association of Military and Paramilitary Disabled Servicemen of Mozambique
- Combatant's Association of National Liberation Struggle of Mozambique
- Namibia War Veterans Trust
- National Association of War Veterans and War Victims of Niger
- Nigerian Legion
- National Federation of War Veterans and War Victims of Senegal
- Sierra Leone Ex-Servicemen's Association
- Council of Military Veterans' Organisations of the Republic of South Africa
- South African National Military Veterans Association
- Sudanese Veterans Association
- Umbutfo Swaziland Defence Force Ex-Servicemen's Association
- Tunisian Association of War Veterans and Victims of War
- National Association “Fidelity for the Rights of Families of Veterans who Fought with France”
- Zimbabwe National Liberation War Veterans Association

### Asie
- Cambodia Veterans Association
- Indian Ex-Services League
- Veterans Legion of the Republic of Indonesia
- Veterans and War Victims Foundation of Iran
- Association of Disabled Veterans of the Fight against Nazism (Israel)
- Association of Disabled Veterans of World War II (Israel)
- Israel Defense Forces Veterans of War Association
- Organization of Partisans, Underground & Ghetto Fighters in Israel
- Zahal Disabled Veterans Organization (Israel)
- Japan Disabled Veterans Association
- Jordanian Economic & Social Ass. For Retired Servicemen & Veterans
- Korea Disabled Veterans Organization
- Korean Veterans Association
- Retirees Service Administration (Kuwait)
- Kuwaiti Kinsfolk Association of Martyrs, Captives and Missing
- Ex-Services Association of Malaysia
- Malaysian Armed Forces Veterans Council
- Royal Malay Regiment Officers' Club
- Nepal National Ex-Servicemen's Association
- Association of Palestinian Revolution Ex-Warriors
- Pakistan Armed Services Board
- Confederation of Filipino Veterans
- Philippines Veterans Legion
- Veterans Federation of the Philippines
- Singapore Armed Forces Veterans' League
- Sri Lanka Ex-Services Association
- Association of Veterans and Victims of War (Syria)
- Veterans Affairs Council (R.O.C on Taiwan)
- Veterans Association of Republic of China（VAROC） （R.O.C on Taiwan
- Association of Veterans of the National Liberation War of Timor Leste
- War Veterans Organization of Thailand
- Veterans Association of Vietnam
- Organization of Veterans of the Yemen Revolution and the Defense of Unification
- The Veterans Legion of the Republic of Indonesia (LVRI)

### Europe
- National Organisation of Veterans of the Anti-Fascist National Liberation Struggle of the People of Albania
- Unified Organisation of Veterans of the Anti-fascist Struggle of Liberation of the Albanian People
- Austrian Association of Victims of War and of Disabled
- Association of the Volunteers and Veterans of the Homeland War HVO H-B
- Association of veterans of the People's Liberation & Antifascist War of Bosnia & Herzegovina (1941-1945)
- Bosnia & Herzegovina Association of War Disabled Veterans
- Union of Association of Veterans of People's Liberation War (1941-1945) SUBNOR in the Rep. Srpska
- United Veterans Organization – Veterans Union of Bosnia & Herzegovina
- Veterans Organization of the Srpska Republic
- War Veterans Union (Bulgarie)
- Antifascist Combatants' Association of the Rep. of Croatia
- Association of Croatian Patriotic War Veterans
- Croatian Association of Prisoners in Serbian Concentration Camps
- Croatian Homeland Volunteer War Volunteer Veterans Association
- Croatian War Veterans Association
- Union of Associations of Croatian Defence Force Veterans
- Union of Associations of Croatian Defenders Treated for PTSD
- Union of Croatian Homeland War Volunteers Associations
- Veterans Motorcycle Club - Croatia
- Cyprus Veterans Association World War II
- Association of Czech Legionaries
- Czech Veteran's Association
- Blue Berets Denmark
- Disabled War Veterans Association of Finland
- Federation of Women Veterans in Finland
- Finnish War Veterans Federation
- Union of Front Veterans Soldiers
- Peacekeepers Association Finland
- Union française des associations de combattants (France)
- Union nationale des combattants (France)
- German Federal Armed Forces Association
- Advisory Council on Voluntary Reservist Activities to the German Armed Forces Reservist's Association
- National General Confederation of Greek War Disabled and Victims
- Union Panhellenique des Anciens Combattants de la Résistance Nationale (Grèce)
- Panhellenic Union of Veterans from the National Resistance
- Hungarian Federation of Resistance Fighters and Antifascists
- Hungarian Alliance of Military Fellowship
- National Association of War Veterans and Repatriated Soldiers (Italie)
- National Association of Families of the War Dead and Missing (Italie)
- National Association of War Disabled
- Associazione Nazionale Partigiani d'Italia (Italie)
- Italian Federation of Volunteers for Freedom
- Institute of the Blue Ribbon
- Luxemburg Association of Veterans of World War II, of the United Nations Forces and of Luxemburg Peace Soldiers
- Kosovo Liberation Army War Veterans Organization
- Union of Veterans from the National Liberation and Antifascist War of Macedonia 1941-1945
- Union of Associations of Antifascists of Montenegro
- National Council of the Former Dutch Resistance Movement
- Netherlands Association of Military War Victims
- Norwegian Veterans' Association for International Operations (en)
- War Veterans Council of Norway
- Association of Combatants of the Polish Republic and Former Political Prisoners
- Association of War Disabled Persons of the Polish Republic
- World Association of Home Army Soldiers (Poland)
- UN Peacekeeping Missions Veterans Association (Pologne)
- Association of Armed Forces Handicapped (Portugal)
- Veterans League (Portugal)
- National Association of War Veterans (Roumanie)
- Alliance of the Associations of the former fighters of the People's Liberation War in Serbia
- Association of Disabled War Veterans and Peacetime Military Invalids of Serbia
- Slovak Antifascist Fighters Association
- Association of Veterans of the War for Slovenia
- Federation of Disabled War Veterans Associations of Slovenia
- Union of the Associations of the War Veterans and Participants of the National Liberation Struggle of Slovenia
- Sever Association of Police Veterans Societies
- Association of Invalid Militaries and Civil Guards of Spain
- Association of Swedish Field Hospital for Korea
- Swedish Veterans Federation
- British Members' Council
- British Limbless Ex-Service Men's Association
- Ex-Services Mental Welfare Society (Combat Stress)
- Blind Veterans UK
- Royal British Legion
- War Widows Association of Great Britain (en)

### Ancienne Union Soviétique
- Council of Veterans of War, Labour & Armed Forces of the Azerbaijan Republic
- Association of War Veterans from the Afghanistan War (Belarus)
- Veterans Organisation of the Republic of Belarus
- Union of Veterans Organisations of the Estonian Republic
- Union of War and Military Veterans of Georgia
- Veterans Defense Fund of Georgia
- Veterans and Soldiers Union of War and Military Forces of Georgia: Vaziani Union
- Caucasus Veterans Centre (Georgia)
- Georgian War, Armed Forces and Conflict Veterans' Union "Veterans for Peace"
- Latvian Association of Fighters of Anti-Hitler Coalition
- Lithuanian Committee of the World War II Antihitlerite Coalition Veterans Org.
- All Russia Non-Governmental Organization “Russian Union of Afghanistan Veterans”
- All Russia Public Organization of Veterans Battle Brotherhood
- National Russian Public Organization of War and Military Service Veterans
- All-Ukrainian Union of War Veterans
- Ukrainian Union of War Veterans of Afghanistan
- Association of International Veteran Soldiers of Uzbekistan

### Amérique Latine
- Veterans Centre of Lujan - Buenos Aires (Argentina)
- Brazilian War Veterans Association
- Association of Combatants of the Cuban Revolution
- Mexican Association of WWII Veterans

### Océanie
- Netherlands Ex-Servicemen and Women's Association in Australia
- Royal Australian Air Force Association
- Royal Australian Army Nursing Corps Association

### États-Unis
- American Veterans Committee
- American Veterans Committee (1943-2008)
- American Veterans of World War II-Korea-Vietnam-AMVETS
- Disabled American Veterans
- Past National Commanders Organization
- Veterans For Peace
- Vietnam Assistance for the Handicapped
- Paralyzed Veterans of America